# Cobisa
Cobisa ist ein Dorf und eine zentralspanische Gemeinde (municipio) mit 4.500 Einwohnern (Stand: 2024) in der Provinz Toledo in der Autonomen Gemeinschaft Kastilien-La Mancha.

## Lage
Cobisa liegt etwa sechs Kilometer südlich von Toledo in der historischen Provinz La Mancha in einer Höhe von ca. 675 m. 
Das Klima im Winter ist rau, im Sommer dagegen trocken und warm; der spärliche Regen (ca. 453 mm/Jahr) fällt überwiegend in den Wintermonaten.

## Bevölkerungsentwicklung
| Jahr      | 1970 | 1981 | 1991 | 2001 | 2011 | 2021 |
| Einwohner | 213  | 182  | 323  | 1829 | 4045 | 4377 |

## Sehenswürdigkeiten
- Philippus-und-Jakobus-Kirche

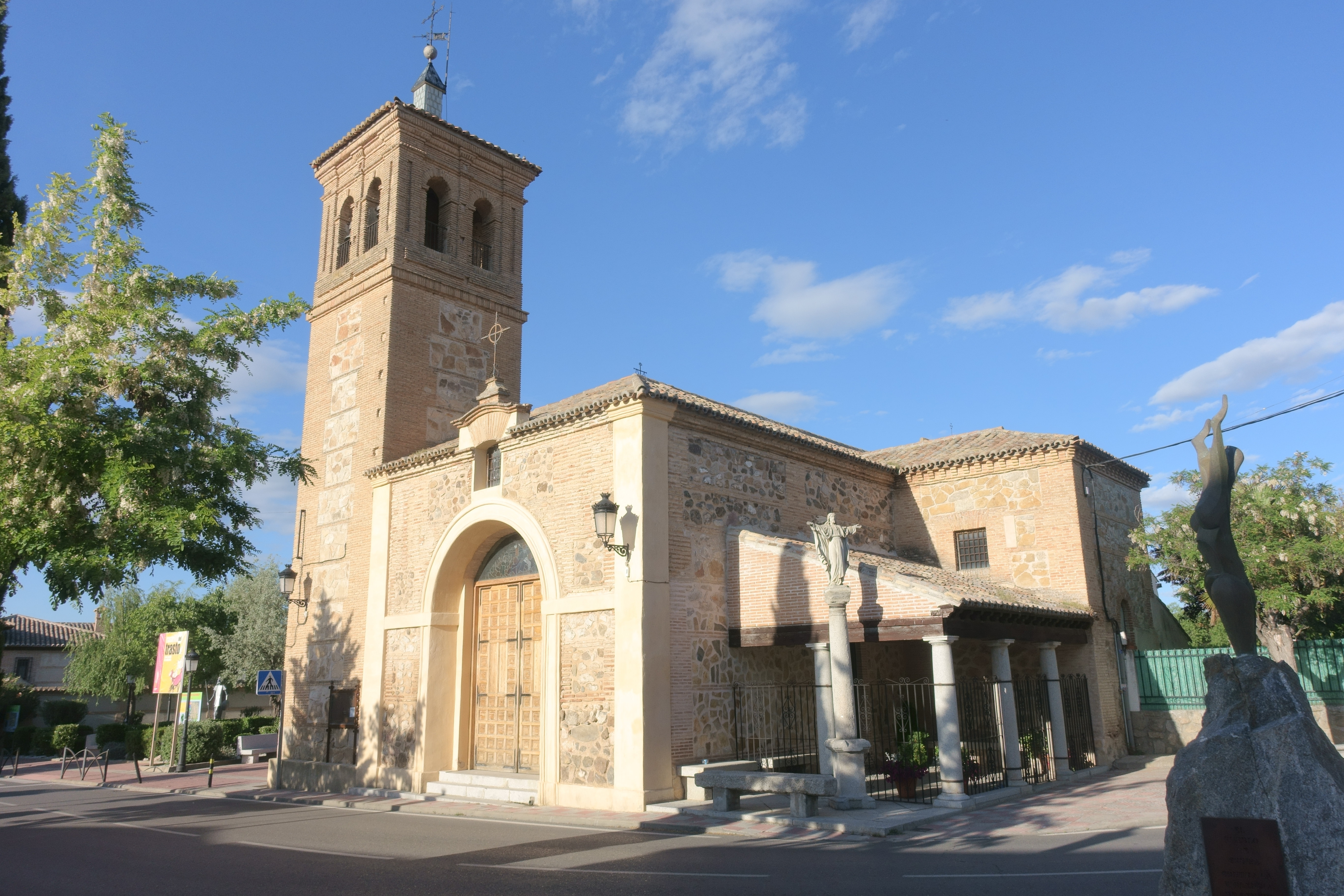
Marienkirche
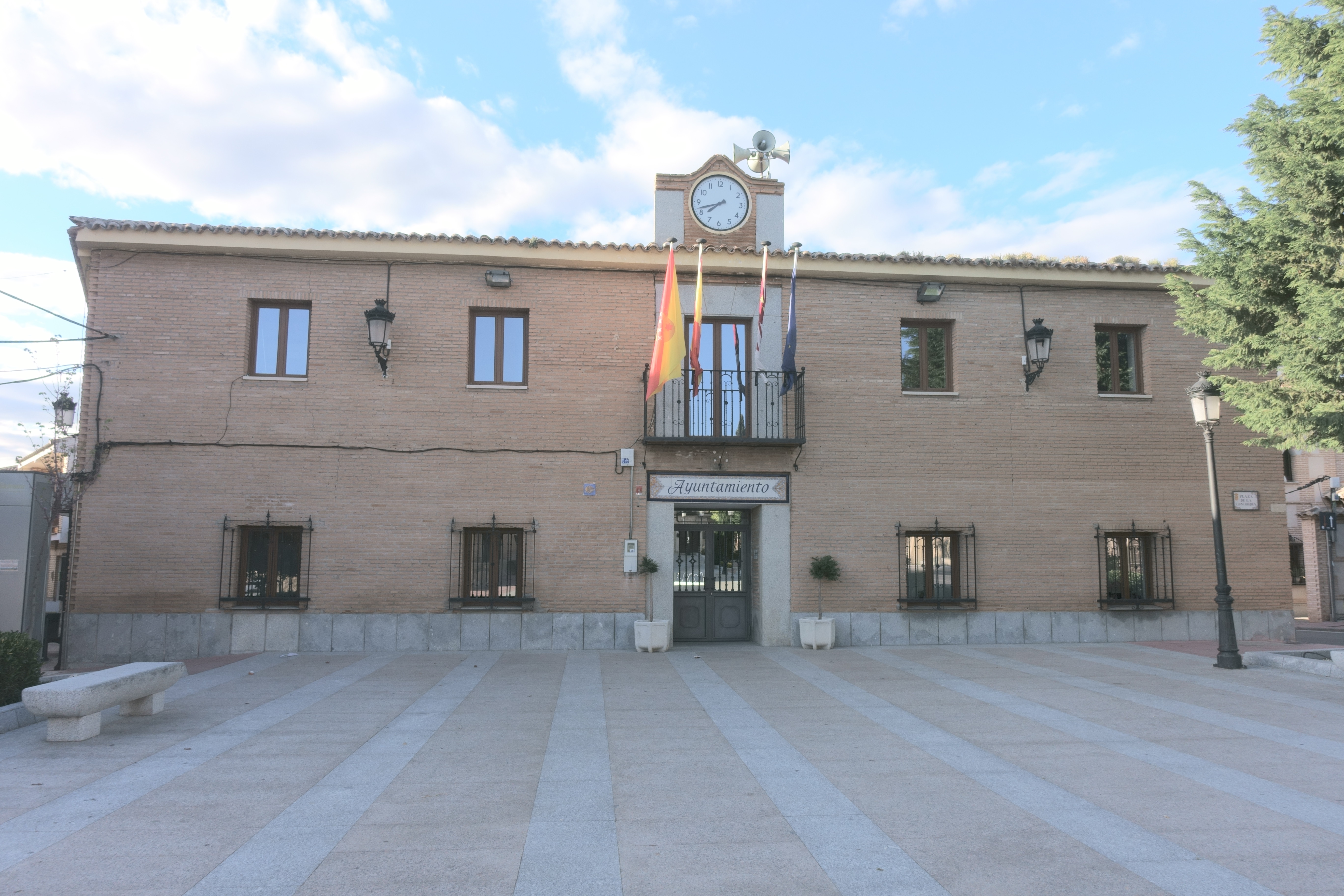
Rathaus